# Portuguesa (država u Venezueli)
Portuguesa (španjolski. Estado Portuguesa) je jedna od 23 savezne države Venezuele, koja se nalazi na sjeverozapadu zemlje.

## Karakteristike
U državi Portuguesa živi 876,496 stanovnika na površini od 15,200 km²
Portuguesa sa sjevera graniči sa saveznom državom Larom, s istoka s Državom Cojedes, s juga s Državom Barinas, i sa zapada s Državom Trujillo.
Po sjeverozapadu prostire se planinski masiv Cordillera de Mérida, a po ostatku teritorija ravničarski Llanos.
Glavna privredna aktivnost u Portuguesi je poljoprivreda, najviše se sadi kukuruz, riža, sezam, pamuk, sirak, šećerna trska, duhan i kava.
Pod pokroviteljstvom venezuelanske vlade, u općini Turén je osnovana poljoprivredna zajednica, koja bi uz primjenu suvremenih tehnologija trebala razviti metode, kako bi se velike neobrađene površine Llanosa kultivirale. 
Pored toga za gospodarstvo Portuguese važni su šumarstvo, stočarstvo, turizam i eksploatacija nafte.
Glavni grad države je Guanare, poznat kao veliki hodočasnički centar, zbog svoje katedrale
i nacionalnog svetišta Gospa od Coromota (Nuestra Señora de Coromoto). Zbog tog ga godišnje posjeti na tisuće hodočasnika, kako bi vidjeli sliku svetice zaštitnice Venezuele - sv. Marije.  Drugi veliki grad je Acarigua najveći centar trgovine, s kojim je Guanare povezan autocestom.

## Vanjske poveznice
- Estado Portuguesa (šp.)
- Portuguesa na portalu Encyclopedia Britannica (engl.)